# Pontão

Mapa de la ciudad de Pontão en Rio Grande do Sul

Pontão es un municipio brasileño del estado de Rio Grande do Sul.
Se encuentra ubicado a una latitud de 28º03'33" Sur y una longitud de 52º40'38" Oeste, estando a una altitud de 683 metros sobre el nivel del mar. Su población estimada para el año 2004 era de 3.617 habitantes.
Ocupa una superficie de 524,35 km².
- Datos: Q1757433
- Multimedia: Pontão / Q1757433